# Émile Amélineau

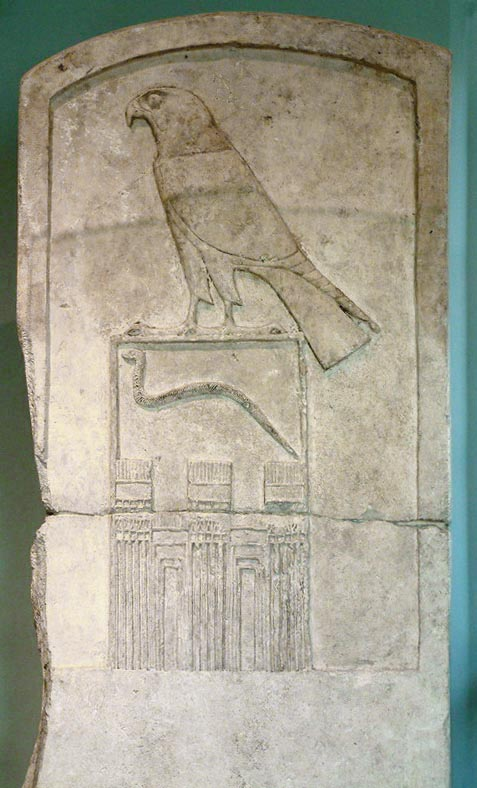
Nalezená stéla.

Émile Amélineau (1850 – 12. ledna 1915 Châteaudun) byl francouzský architekt a egyptolog.
Roku 1896 objevil Wadžiho stélu, pojmenovanou podle zobrazené kobry Stéla Hadího krále, patřící do období staroegyptského panovníka 1.dynastie, syna krále Džera. Dílo, které je datováno do období 3000 let př. n. l., je uloženo v Louvru.
V září roku 1905 daroval část své sbírky Archeologické společnosti v Châteaudunu. Ta je nyní vystavena v městském muzeu.

## Dílo
- Essai sur le gnosticisme égyptien, ses développements et son origine égyptienne, E. Leroux, Paříž, 1887.
- La morale égyptienne, quinze siècles avant notre ère, étude sur le papyrus de Boulaq n° 4, Bibliothèque de l'école des hautes études, E. Leroux, Paříž, 1892.
- Essai sur l'évolution historique et philosophique des idées morales dans l'ancienne Égypte, E. Leroux, Paříž, 1895.
- Les nouvelles fouilles d'Abydos, 1895–1896, nezkrácená zpráva z vykopávek..., E. Leroux, Paříž, 1901.
- Les nouvelles fouilles d'Abydos, 1896-1897, nezkrácená zpráva z vykopávek..., E. Leroux, Paříž, 1902.
- Spolu s A. Lemoine, Les nouvelles fouilles d'Abydos, 1897-1898, nezkrácená zpráva z vykopávek..., E. Leroux, Paříž, 1904–1905.
- Prolégomènes à l'étude de la religion égyptienne, essai sur la mythologie de l'Égypte, č. 21, Bibliothèque de l'école des hautes études, E. Leroux, Paříž, 1908.